# Gyrinus praemarinus
Gyrinus praemarinus is een keversoort uit de familie van schrijvertjes (Gyrinidae). De wetenschappelijke naam van de soort werd voor het eerst geldig gepubliceerd in 1894 door Marian Łomnicki.